# The Rambler (album)
The Rambler je album Johnnyja Casha, objavljen 1977. u izdanju Columbia Recordsa. To je konceptualni album o putovanju. Između svake pjesme nalazi se dijalog između Casha i autostopera koje je pokupio ili drugih ljudi koje susreće tijekom putovanja po zemlji. To je posljednji, i jedan od rijetkih, album Johnnyja Casha na kojem se nalaze isljučivo njegove pjesme. Ujedno je i Cashov posljednji konceptualni album, a uključen je u box set Bear Family Recordingsa Come Along and Ride this Train. The Rambler je zauzeo 31. poziciju na ljestvici country albuma; iznjedrio je dva singla, "Lady" i "After the Ball", koji nisu postigli značajniji uspjeh.

## Popis pjesama
1. "Hit the Road and Go" – 2:35
Dialogue – 2:33
2. "If It Wasn't for the Wabash River" – 2:09
Dialogue – 2:22
3. "Lady" – 2:48
Dialogue – 2:27
4. "After the Ball" – 2:48
Dialogue – 2:02
5. "No Earthly Good" – 2:45
Dialogue – 1:51
6. "A Wednesday Car" – 2:12
Dialogue – :55
7. "My Cowboy's Last Ride" – 2:29
Dialogue – 2:48
8. "Calilou" – 3:20
Dialogue – 1:24

## Izvođači
- Johnny Cash - vokali
- Bob Wootton, Jerry Hensley - električna gitara
- Ray Edenton, Jack Routh - flattop gitara
- Marshall Grant - bas
- W.S. Holland - bubnjevi
- Earl Ball - kalvir
- Mark Morris - perkusije
- Michael Bacon - čelo
- Cam Mullins - aranžmani

### Glumci
- Johnny Cash - Lutalica
- Jack Wesley Routh - Ribar
- Kathleen Brimm - Kaubojka
- Carlene Routh, Rosanne Cash - djevojke iz bara

## Ljestvice
Album - Billboard (Sjeverna Amerika)
| Godina | Ljestvica      | Pozicija |
| ------ | -------------- | -------- |
| 1977.  | Country albumi | 31       |

Singlovi - Billboard (Sjeverna Amerika)
| Godina | Singl            | Ljestvica        | Pozicija |
| ------ | ---------------- | ---------------- | -------- |
| 1977.  | "Lady"           | Country singlovi | 46       |
| 1977.  | "After the Ball" | Country singlovi | 32       |

## Vanjske poveznice
- Podaci o albumu i tekstovi pjesama